# تأثير الاختبار المتقدم
تأثير الاختبار المتقدم (يُعرف أيضًا باسم اختبار التعلم النشط الجديد)، هو نظرية سيكولوجية في التعلم، إذ يشير إلى أن اختبار المعلومات القديمة يمكنه تحسين تعلم معلومات جيدة. وعلى عكس نظريات التعلم التقليدية في علم النفس التربوي، والتي أكدت على التأثير الإيجابي للاختبار عند محاولة استرداد نفس المعلومات في وقت لاحق، فإن تأثير الاختبار المتقدم يشير بدلًا من ذلك، إلى امتلاك تجربة الاختبار ذاتها لمزايا فريدة والتي تعزز من تعلم معلومات جديدة. يختلف أيضًا هذا التأثير للذاكرة من تأثير الممارسة الذي يشير عادة إلى تحسن ملحوظ يأتي من التكرار وإعادة الدراسة، طالما اعتُبر الاختبار ذاته بمثابة عامل حفاز للاستذكار المُحسن. تقترح تلك النظرية بدلًا من ذلك، أن الاختبار لا يعمل فقط بوصفه أداة للتقييم ولكن بوصفه أداة تعليمية يمكن أن تساعد في استذكار الذاكرة. يشير تأثير الاختبار المتقدم إلى المعلمين الذين ينبغي عليهم تشجيع الطلاب على دراسة استخدام أساليب الاختبار بدلًا من إعادة دراسة المعلومات بشكل متكرر.
تَلقى تأثير الاختبار المتقدم تغطية متميزة عبر المجتمع العلمي، خاصة على مدار العقد الأخير، نتيجة تزايد التركيز على أساليب الذاكرة من أجل توجيه استراتيجيات التعلم وتحسين وتعلم الطالب. تحول التركيز منذ تشكل تلك الظاهرة في الأدبيات السيكولوجية، إلى محاولة تقديم منظور/ أو مدخل (مقاربة) لتأثير الاختبار المتقدم، مع صعود ثلاثة تفسيرات مهيمنة إلى صدارة النقاش السيكولوجي؛ مدخل تغير السياق، ومدخل الاسترداد التفصيلي، ومدخل السياق العرضي لتأثير الاختبار المتقدم.

## الدليل التجريبي

### استذكار الكلمات
أجرى تولفنج وواتكينز في عام 1974 أول دراسة موثقة لملاحظة تأثير الاختبار المتقدم. لاحظوا أن اختبار قائمة واحدة من الكلمات، قد عزز من استذكار/ أو استدعاء قائمة أخرى مختلفة. وعند هذه النقطة في ذلك الوقت، لم يكن تأثير الاختبار المتقدم مُفسَرًا بعد، ومن ثمّ كانوا في حيرة كبيرة مع اكتشافهم الذي دفع علماء نفس آخرون إلى مزيد من البحث. أفادت دراسات أخرى تضمنت أزواجًا من الكلمات التي أجراها سبونار وماكديرموت وروديجر في عام 2008، عن نتائج مماثلة تشير إلى أن المشاركين الذين اختُبروا في قائمة كلمات واحدة، كان أدائهم أفضل بكثير في مهمة استذكار لقائمة مختلفة بشكل كامل، بالنسبة إلى هؤلاء الذين أعادوا دراسة أول قائمة فقط أو أدوا مهمة ملء/ أو استكمال. كرر فالهيم تلك النتائج أيضًا، فاستخدم منهجية مشابهة في عام 2015، مع ملاحظة تأثير الاختبار التقدمي القوي.
أجرى كل من تشان ومانلي ودافيز وسبونار في عام 2018، أحدث تجربة قائمة على استذكار الكلمات، والتي أكدت تلك النتائج. فبحثوا على وجه التحديد حول ما إذا كان تأثير الاختبار المتقدم قد استمر عبر تأخيرات زمنية مختلفة. دُرست ثلاث قوائم من الكلمات من جانب المشاركين، في تجربتهم. كان هناك ثلاث مجموعات: قام المشاركون إما بإعادة دراسة تلك الكلمات أو استكمال مسائل رياضية أو اختُبروا في الكلمات. أُعطي للمشاركين بعد ذلك قائمة كلمات رابعة، وأكملوا اختبار للاستذكار الحر. وجدوا أن هؤلاء الذين اختُبروا في القوائم من 1 إلى 3، كان لديهم استذكارًا أفضل للقائمة 4 عبر تأخيرات زمنية متفاوتة. قدمت تلك الدراسات بشكل عام، دليلًا قويًا يشير إلى أن الاختبار المتكامل لقوائم الكلمات لا يساعد فقط في استذكار قائمة الكلمات ذاتها، لكنه دعمَّ أيضًا من عملية التعلم فيما بعد، ومن ثمّ يقدم دليلًا على تأثير الاختبار المتقدم.

### استذكار بصري
أُجري عدد من الدراسات حول تأثير الاختبار المتقدم للطلاب الذين يشاهدون محاضرات فيديو. فأجرى سبونار وخان وشاكتر في عام 2013 دراسة تضمنت محاضرات فيديو. وجدوا أن الطلاب الذين شاهدوا محاضرات اشتملت على اختبار مستوفى، قد ساعدت على تعلم جديد، وسجلوا أعلى درجات في الاختبار التراكمي النهائي. لوحظ بالإضافة إلى ذلك أن الشرود الذهني قد انخفض لدى هؤلاء الطلاب وازداد تركيزهم على الأفكار المتعلقة بالموضوع خلال المحاضرة. أجرى جينج وشاكتر دراسة أخرى في عام 2016، وجدت أن المشاركين الذين اختبروا خلال محاضرة فيديو كان أداؤهم أفضل كثيرًا في الاختبار التراكمي في نهاية المحاضرة، عن أولئك الذين لم يُختبروا. أظهرت تلك التجارب، مزايا الاختبار في أجواء أكثر صلاحية من الناحية البيئية، مما يشير إلى ضرورة تفكير أساتذة الجامعات في تطبيق الاختبار داخل محاضراتهم من خلال برامج الاختبار الإلكتروني مثل كاهوت ومينتمتر.

## المداخل النظرية
هناك ثلاثة مداخل نظرية تحاول تفسير تأثير الاختبار المتقدم؛ مدخل تغير السياق ومدخل الاسترداد التفصيلي، ومؤخرًا مدخل السياق العرضي.

### مدخل تغير السياق
يشير مدخل تغير السياق إلى أن تأثير الاختبار المتقدم يمكنه أن يعود إلى التغير في السياق، إذ ينتقل المتعلم من ترميز المعلومة إلى عملية الاسترداد/ أو الاسترجاع خلال الاختبار. يأتي هذا المدخل من الدليل الكبير الذي يؤيد وجود تدخل استباقي، بوصفه جزءًا من نظرية التدخل، وبشكل أساسي من دراسة أجراها كل من جانج وهبر في عام 2008. وجدت تلك الدراسة أن حدوث التدخل الاستباقي، يظهر عندما تكون قدرة المتعلم على ترميز معلومة جديدة، مقيدة بالتعلم السابق نتيجة فترة الدراسة الممتدة. يقدم اختبار التعلم القديم انطلاقة من التدخل الاستباقي عن طريق تحول تركيز النشاط المعرفي للمتعلم، من ترميز الذاكرة إلى الاسترداد أو الاسترجاع. تساعد فيما بعد، هذه الانطلاقة الآتية من التدخل الاستباقي، المتعلم الذي يُظهر أداءً أفضل في مهمة الاستذكار النهائية.
انتُقد هذا المدخل بالرغم من ذلك، لأنه يُعتبر محدودًا في قدرته على شرح تأثير الاختبار المتقدم، نظرًا لأنه يعني عدم اختلاف الاختبار عن أخذ استراحة دراسية؛ فطالما كان تغير السياق معمولًا به، فإن الاختبار ليس له مزايا فريدة بالنسبة للتعلم. أظهرت مع ذلك كل الدراسات المذكورة آنفًا أن المشاركين الذين حصلوا على مهمة ملء/ أو استكمال، والتي توفر استراحة من الترميز، لم يواجهوا تأثير الاختبار المتقدم. يُقيد ذلك من صلاحية هذا المدخل بوصفه نهجًا لتفسير تأثير الاختبار المتقدم، ومن ثمَّ يُهمَل عادة.

### مدخل الاسترداد التفصيلي
يشير مدخل الاسترداد التفصيلي إلى أن ترميز الإشارات الدلالية خلال الاختبار، هو المسؤول عن تأثير الاختبار المتقدم. يُعد هذا المدخل هو المُستشهد به كثيرًا، عند الإشارة إلى تأثير الاختبار المتقدم، إذ دعمت العديد من الدراسات مفهوم الإشارات الدلالية بوصفه أداة تساعد الذاكرة على الاستذكار/ أو الاستدعاء. أجرى تشان ومانلي ودافيز وسبونار دارسة في عام 2018، لم يجدوا فيها فقط دليلًا على تأثير الاختبار المتقدم عبر تأخيرات زمنية، ولكنهم وجدوا أيضًا تنظيمًا دلاليًا قويًا بين المشاركين الذين واجهوا هذا التأثير. توصلوا بعد ذلك إلى أنه يمكن إرجاع الأداء المحسن لهؤلاء المشاركين، إلى استخدامهم لإشارات الذاكرة الدلالية واستراتيجيات التنظيم، التي كانت مشفرة خلال الاختبار، واسترجعوها عندما أكملوا مهمة الاستذكار النهائية.
يمكن العثور على مزيد من الأدلة لهذا المدخل، في دراسة أجراها ويسمان وراسون وبيك في عام 2011. حاول المشاركون في تجربتهم، تعلم نص إيضاحي طويل، واستذكار أكبر قدر ممكن في مهمة الاستذكار النهائية. قام المشاركون عند تعلم هذا النص، إما بإعادة دراسة النص أو إكمال اختبار مؤقت عليه أو شاركوا في مهمة ملء/ أو تكملة. لم يعثر هؤلاء الباحثون فقط على تأثير الاختبار المتقدم، لكنهم كانوا قادرين على استخدام تحليل المجموعات، من أجل إرجاع هذا التأثير إلى تحول المشاركين نحو مزيد من استراتيجيات الترميز الفعالة خلال اختبارات مستوفاة، والتي استُخدمت فيما بعد لتعزيز الأداء في مهمة الاستذكار النهائية. وبالتالي كانوا قادرين على استنتاج السبب الأساسي لتأثير الاختبار المتقدم بالنسبة للمتعلمين، وهو استخدام استراتيجيات الترميز الدلالي.